# برش مته‌ای
برش‌های مته‌ای تکه‌های شکسته مواد جامد هستند که از یک گمانه با روشهای چرخشی، کوبه‌ای یا مته حفر شده و در گل حفاری به سطح آورده می‌شوند. گمانه‌هایی که به این روش حفر می‌شوند شامل چاه‌های نفت یا گاز، چاه‌های آب و چاه‌هایی است که برای پژوهش‌های ژئوتکنیکی یا اکتشاف معدنی حفر می‌شوند.
برش‌های مته معمولاً برای ایجاد یک رکورد (یک سیاهه چاه) از مواد زیرسطحی نفوذ شده در اعماق مختلف مورد بررسی قرار می‌گیرند. در صنعت نفت، اغلب به آن ساقه گل می‌گویند.